# Санаторія Юматово імені 15-ліття БАССР
Санато́рія Юма́тово імені 15-ліття БАССР (рос. Санатория Юматово имени 15-летия БАССР, башк. ҙың 15 йыллығы исемендәге Йоматау шифаханаһы) — село (у минулому селище) у складі Уфимського району Башкортостану, Росія. Адміністративний центр Юматовської сільської ради.
Населення — 532 особи (2010; 585 в 2002).
Національний склад:
- росіяни — 51 %
- татари — 33 %

У радянські часи село називалось Санаторій Юматово.